# سي-27 جيه سبارتان
سي-27 جيه سبارتان طائرة نقل عسكري دخلت الخدمة عام 2004. وقد بدأ مشروع إنتاجها عام 1997 بتعاون مشترك بين شركة إلينيا إيرونوتيكا (Alenia Aeronautica) أحد فروع مجموعة فينميكانيكا الإيطالية ولوكهيد مارتن الأمريكية. وسمي المشروع Lockheed Martin Alenia Tactical Transport Systems (LMATTS)
و قد تم تصميم الطائرة لتحل مكان Aeritalia G.222. وتستخدم الطائرة محركين من النوع التوربيني المحوري AE 2100 المستخدم على طائرات C-130J Super Hercules الأمريكية.
صممت الطائرة من اجل القيام بمهام النقل التكتيكي بعيد المدى. ودوريات مراقبة بحرية ونقل القوات وإسقاط المظلات ولمكافحة الحرائق من الجو وللاخلاء الطبي. بحيت يمكن لطائرة حمل 46 من المظلين أو 36 حمالة للجرحى بالإضافة إلى أربعة اطباء وممرضين.

## مهام الطائرة
تعتبر طائرات C-27j طائرات نقل تكتيكي تتجلى مهامها في نقل الجنود والمعدات العسكرية وتقديم المساعدات الطبية، وعمليات البحث عن الجنود، كما تتميز بقدرتها على التصدي للأسلحة البالستية ودلك بتوفرها على أجهزة ذاتية لتوليد الأكسجين وضخه في داخل الطائرة.

## أنظمة الطائرة
تتوفر الطائرة على منظومة طيران رقمية وهي مجهزة بنطام إنذار من اقتراب الصواريخ ونظام الإجراءات المضادة لحماية الطائرة ونظام جهاز إنذار لموجات الرادار المعاديه يقوم باستقبال الموجات الرإداريه باختلاف مصدرها سواء رادارات طائرات أو رادارات السفن البحرية وحتى رادارات الأرضية ويحدد نوع الموجات المستخدمة وموقعها ومداه. إلى جانب جهاز التحدير الليزري وأنظمة التعارف وأجهزة ملاحة وتوجيه.

## قدرة الطائرة
يمكن لطائرة العمل في مختلف الظروف الجوية ليلا ونهارا كما يمكن لها الإقلاع والهبوط بممرات قصيرة وغير مجهزة.

## المحرك

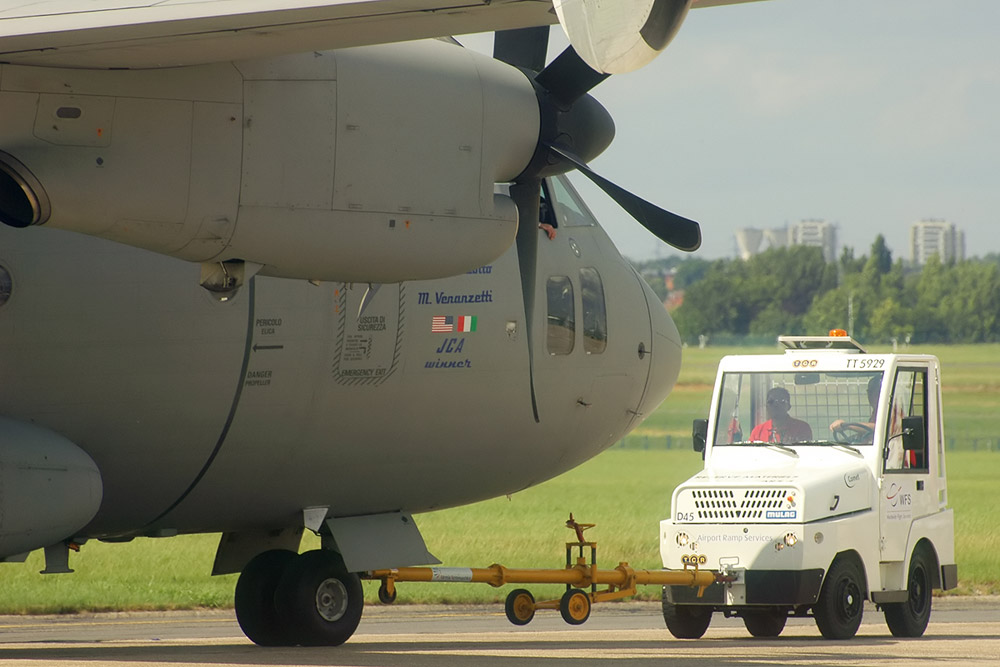
طائرة سي-27 جيه

- المحرك: Rolls Royce AE 2100D2
- العدد: 2
- النوع: توربينى محوري
- القدرة: 4637 لكل محرك

## الاداء
- السرعة : 602 كلم/س
- الارتفاع : 9145 م
- المدى : 5925 كلم بحمولة فارغة 
4260 كلم بحمولة 6000 كغ
 1852 كلم بحمولة 10000 كغ

## الطلبات
شملت مجموع عدد الطلبات لهذه الطائرة 120 طائرة قسمت كما يلي
- 38 طائرة لدول أوروبية (إيطاليا ولتوانيا واليونان ورومانيا وبلغاريا)
- 78 طائرة للولايات المتحدة الأمريكية
- 4 طائرات لسلاح الجو المغربي

## المستخدمون
المغرب
- تم طلب أربعة طائرات سنة 2008. بقيمة 130 مليون اورو ويعتبر المغرب أول بلد من خارج حلف الناتو يمتلك هذه الطائرة.

 اليونان
- تم طلب 12 طائرة في 10 فبراير 2002. (مع إمكانية شراء 3 طائرات أخرى) وتم تسليم أول طائرة في نهاية سنة 2004 بينما تم تسليم اخر طائرة في غشت 2006. ليصبح اليونان أول بلد يدخل C-27J إلى قواته الجوية.

 الولايات المتحدة
- القوات الجوية الأمريكية: تم طلب 70 طائرة لصالح قوات الجوية وقيادة العمليات الخاصة وللحرس الوطني.
- قوات البرية للولايات المتحدة: تم تعاقد على 75 طائرة لفائدة جيش الحرس الوطني الأمريكي. تم تسليم أول طائرة في ديسمبر 2008.

 إيطاليا
- في سنة 2002 تعاقدت القوات الجوية الإيطالية على 12 طائرة مع إمكانية إضافة 6 طائرات أخرى.

 ليتوانيا
- تم طلب 3 طائرات سنة 2006 لتحل مكان Antonov An-26. تم تسليم أول طائرة 22 ديسمبر 2006 وسوف يتم تسليم الطائرة الثانية بداية شهر ديسمبر 2009.

 رومانيا
- تسلمت القوات الجوية الرومانية 7 طائرات C-27J والتي تم طلبها سنة 2000 لتحل مكان 2 Antonov An-26 و 4 An-26.

 بلغاريا
- تعاقدت القوات الجوية البلغارية على 5 طائرات. لتحل مكان 5 طائرات Antonov An-26

## وصلات خارجية
- موقع سي-27 جيه